# Запис Ђокића јасен (Цикот)
Запис Ђокића јасен (Цикот) се налази на парцели чији је власник Ђокић Момчило и Младен.

## Локација
| Општина             | Рековац                                                                     |
| Катастарска општина | Цикот                                                                       |
| Потес               | Осоје                                                                       |
| Координате          | 43° 53′ 13″ С; 21° 05′ 19″ И / 43.886899999999997° С; 21.088699999999999° И |
| Надморска висина    | 347m                                                                        |

## Карактеристике
Дендрометријске вредности утврђене на терену и сателитским снимцима:
| Стабло                     | Јасен |
| Висина стабла              | m     |
| Обим дебла                 | m     |
| Пречник крошње             | 13m   |
| Пречник дебла              | m     |
| Висина дебла до прве гране | m     |

## База записа
Запис је у оквиру Викимедија пројекта "Запис - Свето дрво" заведен под редним бројем 0726.